# Stanislaus Leczinsky
Peter Alexander Stanislaus Leczinsky, född 6 februari 1821 i Västerhejde socken, Gotland, död okänt år, var en svensk konstnär och dekorationsmålare.
Han var son till kronobefallningsmannen Bernhard Ulrik Leczinsky och Maria Elizabeth Sturtzenbecker och bror till Sigismund Leczinsky. Tillsammans med sin fru och styvson dekorationsmålade han stora salen på gården Norra Röhult i Jämshögs socken 1859. Målningen som finns bevarad består till största delen av illustrationer från Bibeln och andra av dåtidens böcker. Förutom dekorationsmåleri målade han porträtt varav ett av tullbetjänten Sven Larson ingår i Göteborgs konstmuseums samling.